# Creaghiella
Creaghiella es un género con tres especies de plantas fanerógamas pertenecientes a la familia Melastomataceae. 

## Taxonomía
El género fue descrito por Otto Stapf y publicado en Hooker's Icones Plantarum, en el año 1896.

## Especies
- Creaghiella phillippinensis (Merr.) Nayar -- Proc. Indian Sci. Congr. Assoc. 60(3): 338 (1973), without basionym ref.; et inGard. Bull. Singapore. 26(2): 261 (1973).
- Creaghiella purpurea Stapf -- Hooker's Icon. Pl. 25: t. 2455. 1896 [May 1896] (IK)
- Creaghiella setosa Nayar -- Gard. Bull. Singapore 26(2): 260. 1973